# Маячка (Васильевский район)
Маячка (укр. Маячка) — село,
Скельковский сельский совет,
Васильевский район,
Запорожская область,
Украина.
Код КОАТУУ — 2320986603. Население по переписи 2001 года составляло 228 человек.

## Географическое положение
Село Маячка находится на левом берегу Каховского водохранилища,
выше по течению на расстоянии в 2,5 км расположено село Скельки,
ниже по течению на расстоянии в 1,5 км расположено село Златополь.
По селу протекает пересыхающий ручей с запрудой.
Рядом проходит автомобильная дорога Т-0817.
К селу примыкают большие массивы садовых участков.

## Происхождение названия
На территории Украины 3 населённых пункта с названием Маячка.

## История
- 1784 — дата основания.
- В 2022 году город был оккупирован российскими войсками в ходе вторжения России на Украину.